# Enriqueta Teixidó Ferrándiz
Enriqueta Teixidó Ferrándiz (Barcelona, 20 febrer 1917- Barcelona, 29 de març 2002) va ser una locutora i actriu de Ràdio Barcelona.
Filla única d'una família molt vinculada al món del teatre, des de petita tenia dots artístiques i tocava el piano. La seva mare, Empar Ferrándiz i Carbonell, havia sigut primera actriu en la companyia d'Enric Borràs, que col·laborava amb l'elenc teatral de Ràdio Associació de Catalunya, on Enriqueta es va iniciar com a locutora el 1938. Acabada la Guerra Civil, va ser la primera locutora catalana que va guanyar la plaça per oposició, entrant a formar part de la plantilla de Ràdio Barcelona, on va desenvolupar múltiples facetes artístiques, des de presentar programes i llegir publicitat, fins a actuar com actriu, cantant i pianista. Va obtenir un contracte definitiu el 1946 i va continuar treballant un cop casada i mare de dos fills.
El 1948, la Fira de Mostres de Barcelona va ser l'escenari escollit per a la primera prova de televisió que es va fer a Espanya, a l'estand de la Philips, una càmara va enregistrar les primeres imatges televisives d'Enriqueta Teixidor i Enric Fernández. Es va jubilar el 1977 i va morir a Barcelona el 2002, després d'haver rebut diversos reconeixements, com el premi especial de l'Associació de periodistes i informadors de premsa (APEI).